# Theodor Hildebrandt
Ferdinand Theodor Hildebrandt (ur. 2 lipca 1804, zm. 29 września 1874) − niemiecki malarz.
Malarstwa uczył się u Friedricha von Schadowa, a gdy Schadow został mianowany rektorem nowej akademii w Nadrenii w 1828 roku, zastąpił byłego nauczyciela na stanowisku w akademii w Düsseldorfie. Początkowo zajmował się malowaniem obrazów ukazujących sceny z utworów Johanna Goethego i Williama Szekspira; do tej serii należą „Faust i Mefistofeles” (1824), „Faust i Małgorzata” (1825) i „Lear i Cordelia” (1828). W 1829 roku udał się w podróż z Schadowem do Niderlandów, a rok później na samotną wyprawę do Włoch. W Düsseldorfie na przełomie lat 20. i 30. namalował obrazy „Romeo i Julia”, „Tancred i Clorind”, „Złodziej” (1829) i „Kapitan i jego syn” (1832), które zostały życzliwie przyjęte przez publiczność i stały się wyznacznikiem nowego okresu w pruskiej sztuce. Jego najsłynniejszym dziełem było „Zamordowanie dzieci króla Edwarda” z 1836 r. W późniejszym okresie próbował swoich sił jako malarz historyczny, stworzył obrazy przedstawiające Thomasa Wolseya i Henryka VIII, ale też wracał do tematów romantycznych („Otello i Desdemona”). Po 1847 r. poświęcił się malarstwu portretowemu.

## Przykładowe obrazy

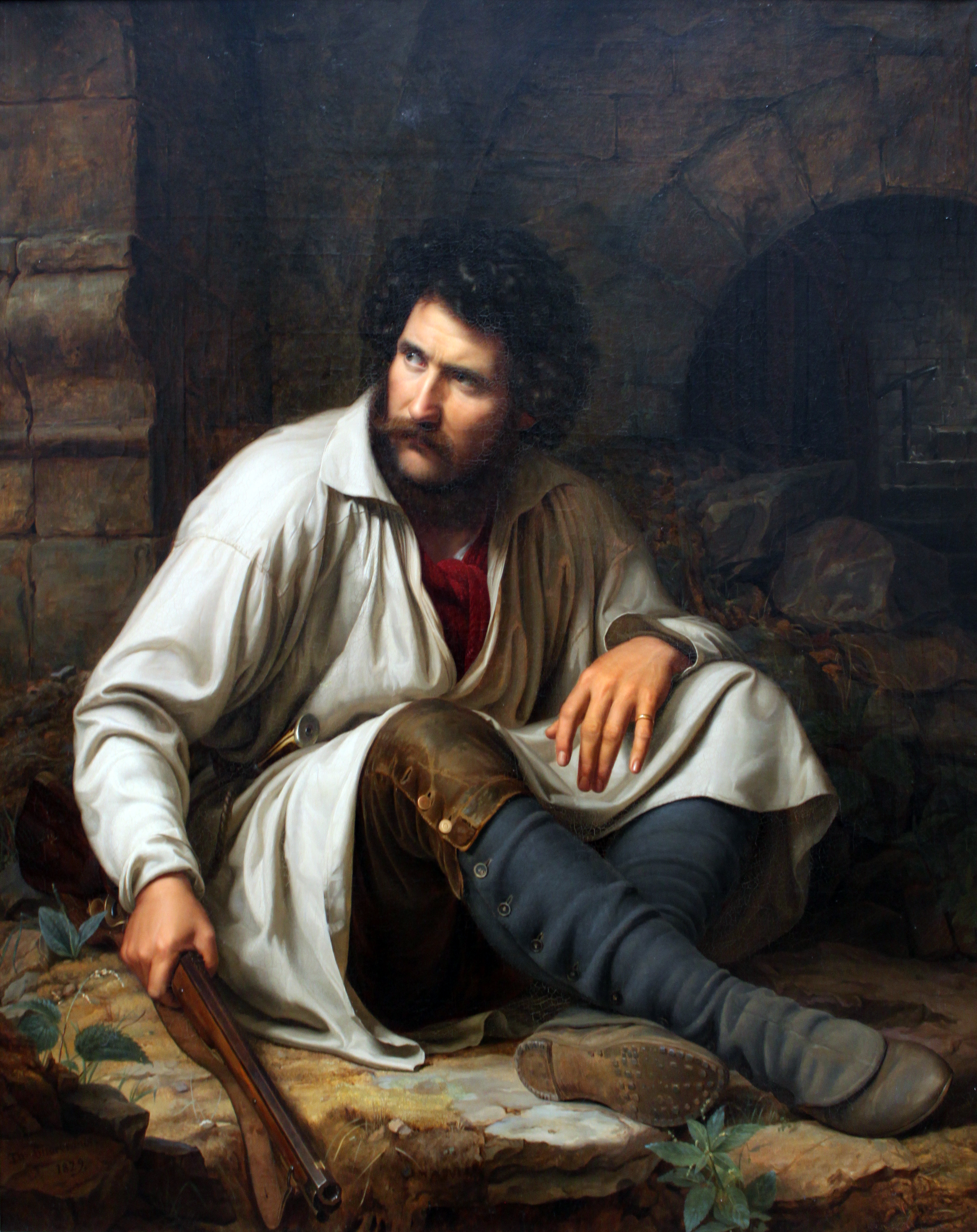
Złodziej (1829)
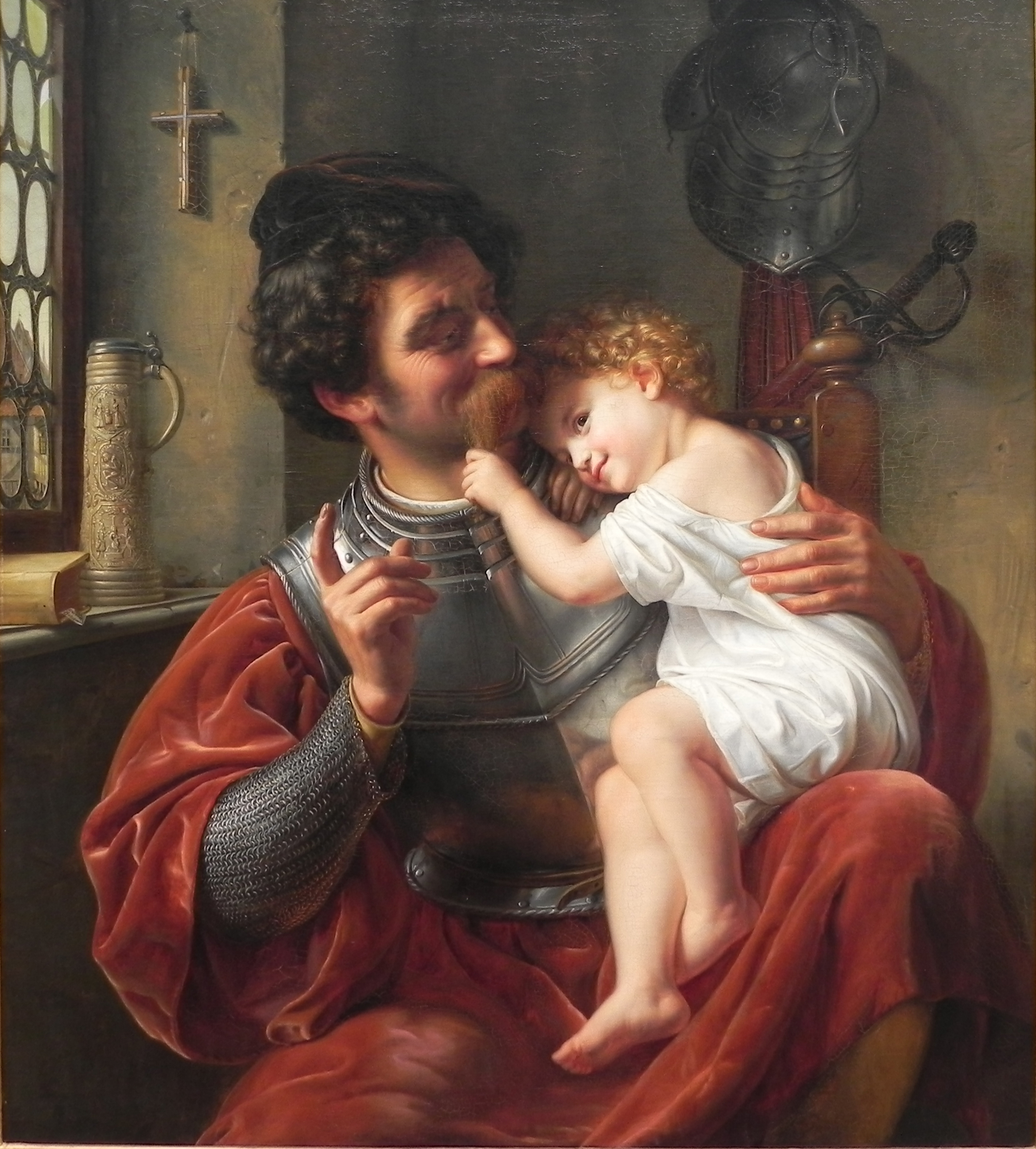
Kapitan i jego syn (1832)
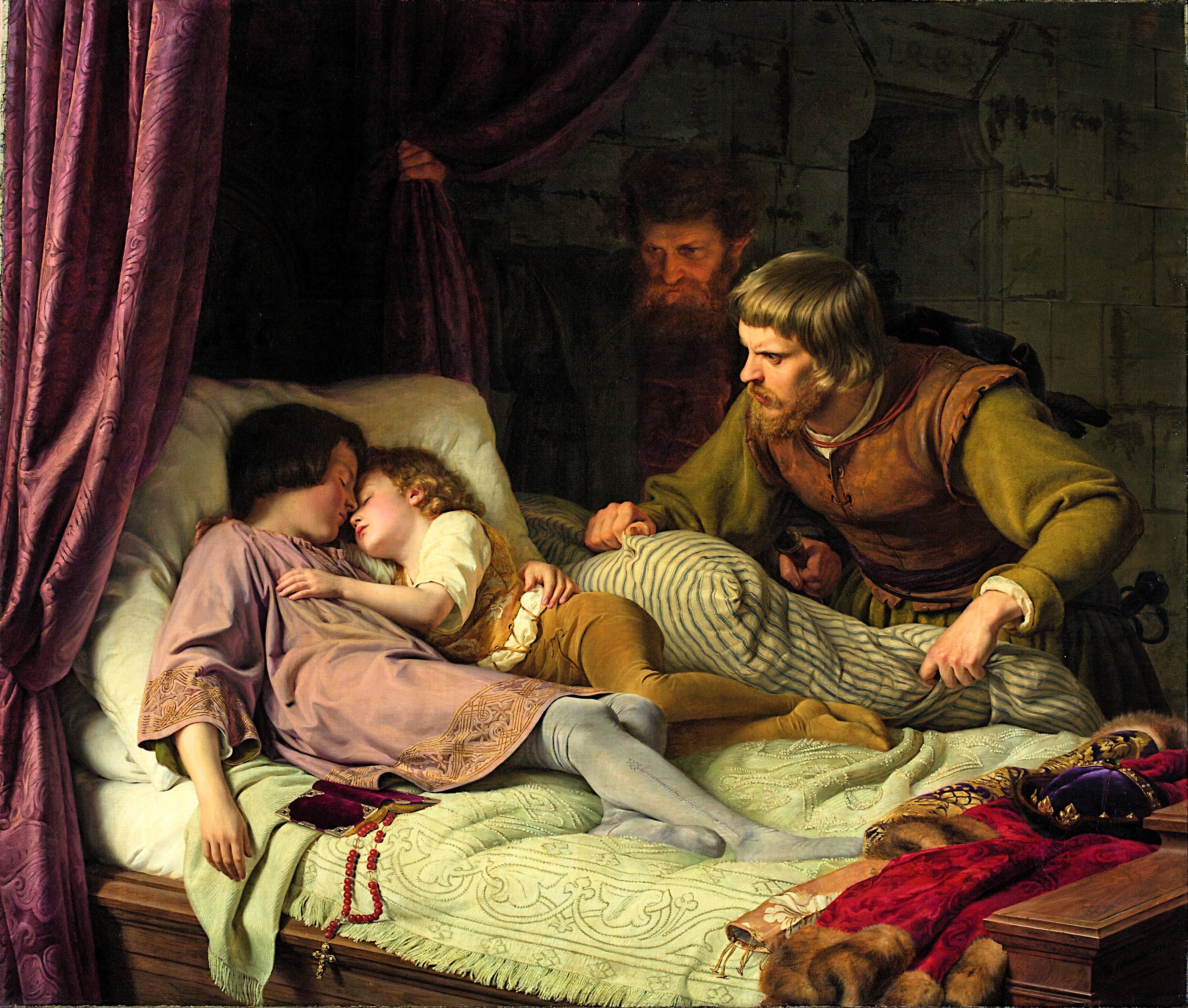
Zamordowanie dzieci króla Edwarda (1836)
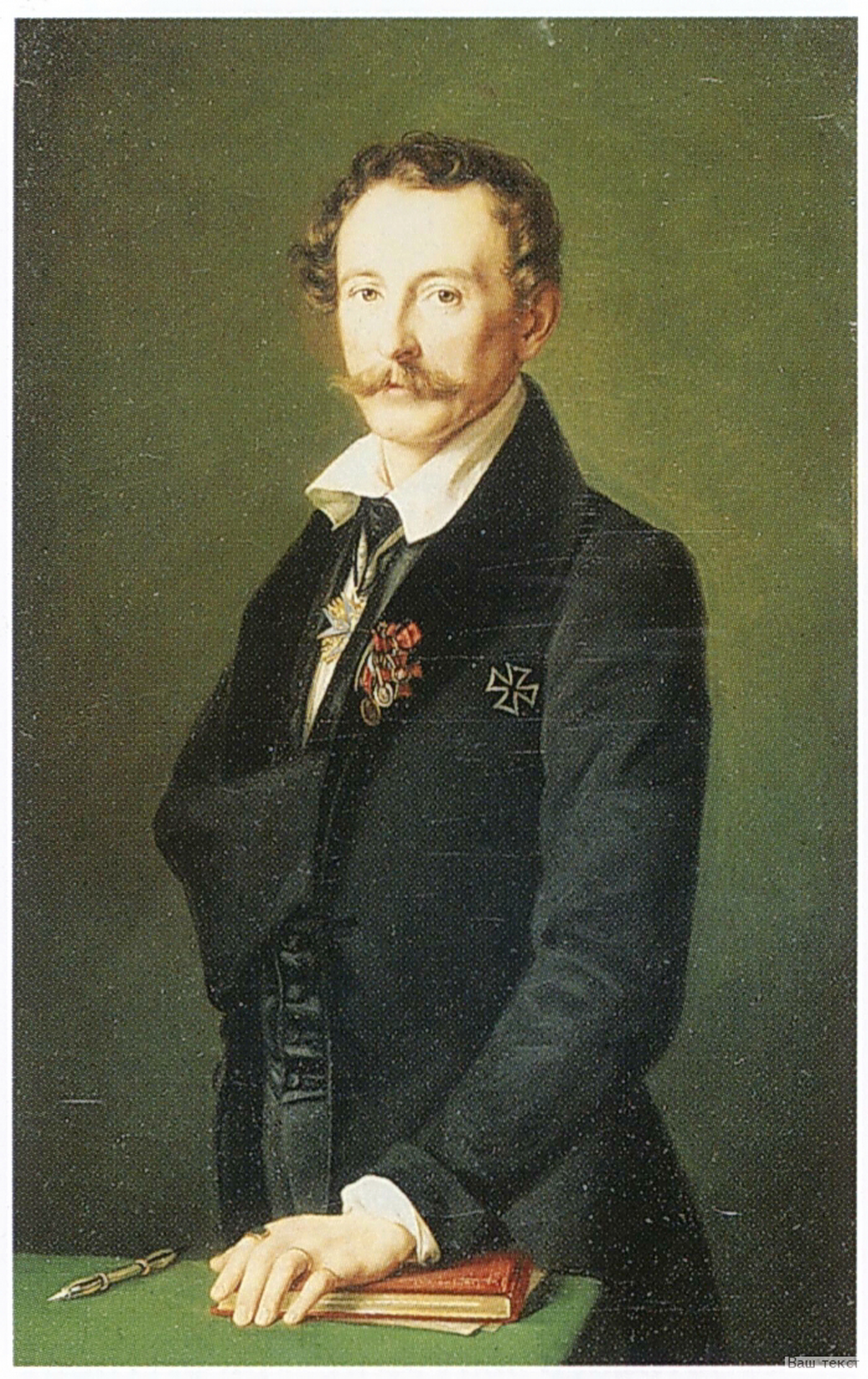
Gerhardt Wilhelm von Reutern (1838)